# Oenosandridae
Oenosandridae es una familia de mariposas nocturnas, noctuoideos del orden Lepidoptera. Los miembros de esta familia se encuentran en Australia. 

## Géneros
- Diceratucha
- Discophlebia
- Nycteropa
- Oenosandra.

## Especies notables
- Discophlebia catocalina
- Oenosandra boisduvallii